# Schleswig-Holsteinischer Ringerverband
Der Schleswig-Holsteinische Ringerverband e. V. (RV SH) ist einer der 20 Landesverbände des Deutschen-Ringer-Bundes (DRB) sowie Mitgliedsverband des Landessportverbandes des Landes Schleswig-Holstein.
Sitz des Schleswig-Holsteinischen Ringerverbandes ist die Landeshauptstadt Kiel. Das neue Vorstandsduo bilden der Sportpolitiker Maxim Loboda, der Mitglied des Netzwerks Sport der CDU Deutschlands ist, und Juri Stadnikov, der der Ringerabteilung des ESV Hansa Lübeck e. V. vorsteht.
Die Sparte Ringen wurde 1983 mit der Unterstützung der Landesregierung und des Landessportverbandes des Landes Schleswig-Holstein gegründet.
Der Schleswig-Holsteinische Ringerverband ist Teil des vom Deutschen Olympischen Sportbund initiierten Programms Integration durch Sport. Der Verbandsvorsitzende Georges Papaspyratos ist Integrationsbotschafter des Deutschen Olympischen Sportbundes.

## Vereine
Folgende Schleswig-Holsteinische Vereine haben derzeit eine Ringerabteilung beziehungsweise bieten Ringen an:
- ESV Hansa Lübeck e. V.
- TuS Gaarden von 1875 e. V.
- Kieler MTV von 1844 e. V.
- Preetzer Turn- und Sportverein e. V.
- SV Makkabi Kiel e. V.
- Inter Türkspor Kiel e. V.
- SC Gut Heil Neumünster von 1881 e. V.

## Turniere
Schleswig-Holsteinische Landesmeisterschaften:
- Landeseinzelmeisterschaften (Freistil) in Lübeck, 4. Oktober 2009
- Landeseinzelmeisterschaften (Freistil) in Lübeck, 25. April 2010
- Landesmeisterschaft (Freistil) in Kiel, 10. April 2011
- Landesmeisterschaft (Gr.-Röm.) in Lübeck, 18. September 2011
- Landesmeisterschaft (Freistil) in Lübeck, 21. April 2013
- Landesmeisterschaft (Freistil) in Lübeck, 21. September 2014